# هاري بي. جاريت
هاري بي. جاريت (بالإنجليزية: Harry B. Jarrett)‏ هو ضابط أمريكي، ولد في 12 أكتوبر 1898 في Valley Forge, Pennsylvania ‏ في الولايات المتحدة، وتوفي في 9 أبريل 1974 في سان دييغو في الولايات المتحدة.